# Partidul Baas Arab Socialist
Partidul Baas Arab Socialist este un partid politic înființat în 1947 în Siria de către Michel Aflaq și Salah ad-Din al-Bitar. 
Denumirea Partidului Baas este cunoscută sub multiple forme, precum Baas, Baath sau, mai aproape de corespondentul din limba arabă Ba'th (în arabă حزب البعث, transliterat: ḥizb al-baʿṯ, cuvântul البعث însemnând în limba arabă „renașterea”). Numele complet al partidului este „Partidul Socialist al Renașterii Arabe” (în arabă حزب البعث العربي الاشتراكي, transliterat: ḥizb al-baʿṯ al-ʿarabī al-ištirākī).  
Acesta a fost creat în anul 1944 în Siria, având ca scop unificarea și regruparea mai multor state arabe sub forma unei singure națiuni, state care urmăresc și promovează eliberarea față de guvernarea de influență străină. 
Fondarea propriu-zisă a Partidului Baas are loc în data de 7 aprilie 1947, apariția partidului fiind influențată de fuziunea mișcării arabe „Baas”, condusă de Michel Aflak și Salah Eddine Bita cu o altă mișcare arabă condusă de Zaki al-Arsouzi. Deși la început partidul deținea și își exercita influența numai în Irak și Siria, acesta reușește să se extindă cu rapiditate și să își înființeze sucursale și în alte țări arabe.

## Dorința înființării unei națiuni arabe unitare

### Scurt istoric
Încă de la fondarea sa, Partidul Baas a urmărit înființarea unei națiuni unitare, care să cuprindă totalitatea țărilor arabe. Fondatorii partidului au definit drept scop realizarea deplină a unității arabe - aceștia doreau formarea unui spațiu arab independent din punct de vedere politic, economic și cultural față de influențele de natură străină, pornind din Maroc și ajungând până în Golful Persic.  Așadar, începuturile Partidului Baas sunt conturate în anul 1947 prin definirea unei constituții, care delimitează concret atât aspirațiile partidului și ideologia pe care o promovează, cât și structura organizațională a partidului. 

### Fondatorii partidului Baas
Caracterul laic al partidului este subliniat chiar prin diveristatea confesiunilor fondatorilor. Astfel, este cunoscut faptul că Michel Aflak (n. 1912) provenea dintr-o familie de religie Creștin-ortodoxă, din Damasc, în timp ce Salah al-Din al-Bitar era musulman sunnit. Zaki al-Arsouzi este cunoscut ca fiind alawit, însă devine ulterior ateu. 
În ceea ce privește parcursul fondatorilor partidului, cunoaștem prin intermediul articolului "Parti Baas", publicat de Dr. Anne-Lucie Chaigne-Oudin faptul că în anul 1928, unul dintre fondatori - sirianul Michel Aflak - se mută la Paris, unde urmează cursurile Facultății de Istorie din cadrul Universității Sorbona. Cel de-al doilea fondator al partidului, compatriot cu Aflak - Salah al-Din al-Bitar - îi urmează pe acesta și decide să își completeze, de asemenea, studiile la Paris. În această perioadă petrecută în capitala Franței, cei doi se întâlnesc cu diverse personalități de origine franceză care susțin ideologia comunistă și socialistă, militând totodată pentru obținerea independenței de către Liban și a Siria, acestea aflându-se încă sub conducerea Mandatului Francez. 
Finalizându-și studiile în Franța, Aflak și al-Bitar se întorc în Siria în vara anului 1932. În continuare, cei doi urmează o carieră în învâțământ, profesând în cadrul aceleiași instituții.  

### Începuturile partidului Baas
Tot în cadrul articolului publicat de Dr. Anne-Lucie Chaigne-Oudin este ilustrată succesiunea de evenimente care a dus la fondarea partidului: "în contextul extrem de sensibil al cedării Sanjak-ului sirian Alexandretta către Turcia la data de 23 iunie 1939 și al naționalismului aflat în plină ascensiune în Siria, naționalism determinat de prezența mandatorilor de origine franceză și britanică, Aflak și al-Bitar înființează în anul 1939 un think tank arab numit "Renașterea arabă". Pentru Aflak, unitatea arabă este esențială, iar aceasta va reprezenta nucleul ideologiei partidului Baas. Astfel, în anul 1941 se poate observa cum think tank-ul înființat de către Aflak și al-Bitar evoluează, devenind ceea ce este cunoscut în istorie drept "Partidul Baas"."
Totodată, în cadrul articolului citat anterior se face cunoscută data primului congres oficial al partidului, acesta având loc în anul 1947, la Damasc. De asemenea, în cadrul acestui congres este decis și sloganul partidului: "Unitate - Socialism - Libertate". 
Organizarea primului congres oficial al partidului în anul 1947 facilitează fixarea țelurilor pe care partidul le susține și pe care își propune să le realizeze. Astfel, în urma congresului, partidul se definește ca fiind: "naționalist, populist, socialist și revoluționar", militând pentru "unitatea și libertatea națiunii arabe, în patria sa". Partidul se opune ideii de conflict între clase sociale, însă a susținut naționalizarea principalelor industrii, formarea sindicatelor muncitorești și implementarea reformei agrare.

## Unitate - Socialism - Libertate
Partidul Baas adoptă drept slogan următoarea înlănțuire de termeni: "Unitate - Socialism - Libertate". 
Fiecare termen este reprezentativ pentru ideologia partidului și exprimă idealurile sale - termenul "unitate" face referire la dorința de a crea un stat național arab unitar, "socialism" semnifică modul unic al spațiului arab de interpretare a ideologiei socialiste, care diferă de cum este ea înțeleasă în Vest. În ceea ce privește termenul "libertate", acesta este înțeles în raport cu ideea de libertate față de forțele sau puterile străine care asupresc, prin acțiunile lor distructive, cultura, teritoriile și populația arabă, aceasta dorindu-și eliberarea totală față de ocupația străină. 

## Economia Partidului Baas
De-a lungul timpului, Partidul Baas a urmat din punct de vedere economic o succesiune de etape. Sub conducerea Partidului Baas Uniar, filiala Baas siriană urmează ideologia socialistă definită de Aflak, aceasta concentrându-se pe individ și nu pe stat. 
La nivel regional, anumite facțiuni de stânga, care ajung la putere în anul 1966 încep să impună naționalizări și să sovietizeze economia siriană, conform modelului Partidului Comunist al Uniunii Sovietice. Această acțiune stârnește nemulțumire și revoltă.
Hafez el-Assad este cel care transformă caracterul socialist al statului într-un model de economie mixtă, apărând dreptul la proprietate privată și refuzând ideile politice de natură socialistă, încurajând în acest fel dezvoltarea Republicii Arabe Siriene. 

## Influența și extinderea Partidului Baas

### Partidul Baas în Irak
În anul 1952, Partidul Baas prinde influență în Irak prin intermediul lui Fuad al-Rikabi, fondator al filialei regionale a partidului Baas din Irak. Tot în același an, lui al-Rikabi îi este atribuită funcția de Secretar Regional al filialei irakiene. 
Deși susținătorii Partidului Baas încearcă să preia conducerea țării și să monopolizeze puterea acesteia încă din anul 1963, acest lucru devine realitate de abia în la 17 iulie 1968, în urma unei lovituri de stat. 
Anul 1966 este marcat de momentul diviziunii partidului în două filiale: pe de-o parte, este creată filiala cu sediul propriu-zis în Siria, conducerea sa aflându-se la Damasc. Pe de altă parte, apare filiala irakiană, aceasta din urmă având sediul la Bagdad. 
Organizarea de bază a cercului membrilor aparținând Partidului Baas din Irak este format, în principal, din 3 până la 7 membrii.  Toți membrii aparținând partidului, care locuiesc într-o anumită regiune sau cartier aveau datoria de a se reuni, pentru a discuta subiecte legate de partid și pentru a pune în aplicare diversele directive venite din partea conducătorilor acestuia. Având în vedere că respectivele cercuri de membrii ai partidului comunică foarte puțin unele cu celelalte, datoria de a menține fidelitatea acestora față de partid revine ierarhiei acestuia. Așadar, organizarea membrilor în cercuri se dovedește, odată cu trecerea timpului, benefică în fața diverselor provocări întâmpinate de partid. 

### Partidul Baas în Siria
În Siria, Partidul Baas și-a manifestat influența încă din anul 1963. Acest an marchează în istorie producerea unei lovituri de stat în Siria, la 8 martie 1963, ceea ce aduce Partidul Baas la conducerea țării.
Partidul Baas, în coaliție cu alte cinci partide, a câștigat 134 din cele 250 de locuri în Consiliul Popular (Parlamentul Sirian) la alegerile multipartide din 2012.
Din cauza revoltei începute în 2011, care a dus mai târziu la un război civil, pe 26 februarie a avut loc un referendum asupra unei noi Constituții. Constituția a fost aprobată de popor, iar articolul care indica că Partidul Baas este „partidul principal al societății și al statului” a fost retras. Noua Constituție a fost ratificată pe 27 februarie 2012.

### Partidul Baas în alte țări
Dincolo de Siria și Irak, există și filiale ale Partidului Baas în Liban, Yemen, Bahrain, Mauritania, Algeria, Sudan, Libia, și Tunisia. 
Căderea guvernului condus de Saddam Hussein duce la o ruptură între partidul Baas central și numeroasele sale filiale, precum cele din Yemen și Sudan, acestea ajungând să se distanțeze.
În Algeria anilor 1970, tentativa de înființare a unei filiale Baas a fost reprimată de președintele Houari Boumédiène. În ciuda faptului că partidul Baas din Algeria a cerut să fie acreditat în urma recunoașterii pluripartidismului în anul 1988, această cerere a fost refuzată.
1. ↑  arabă وحدة، حرية، اشتراكية
2. ↑  „Mawrid Reader”. ejtaal.net. Accesat în 27 aprilie 2024.
3. ↑  Larousse, Éditions. „Baath ou Baas en arabe Ba'th réveil résurrection - LAROUSSE” (în franceză). www.larousse.fr. Accesat în 27 aprilie 2024.
4. ↑  Larousse, Éditions. „Baath ou Baas en arabe Ba'th réveil résurrection - LAROUSSE” (în franceză). www.larousse.fr. Accesat în 27 aprilie 2024.
5. ↑  „Parti Baas”. www.lesclesdumoyenorient.com. Accesat în 27 aprilie 2024.
6. ↑  „Parti Baas”. www.lesclesdumoyenorient.com. Accesat în 27 aprilie 2024.
7. ↑  Kostiner (2007). ,. p. 36.
8. ↑  Salem, Paul (1994). Bitter Legacy: Ideology and Politics in the Arab World. Syracuse University Press. p. 65-68.
9. ↑  Roberts, David (2015). The Ba'ath and the creation of modern Syria. Routledge Library Editions. p. 136–139.